# Nicaise Houssart
Nicaise Houssart, choral du XVIe siècle, originaire de Soignies, il fut d'abord chantre de Philippe II, à la Capilla Flamenca, dès 1561,. Avançant en âge, il fut chargé par ce dernier de découvrir de jeunes talents dans les Pays-Bas espagnols pour la chapelle musicale de Madrid.  

## Éléments biographiques
En 1584, alors qu'il jouit d'une reconnaissance certaine au sein de la chapelle, il lui est demandé de reconduire aux Pays-Bas six Sopranistes « devenus impropres aux fonctions qui leur incombaient». « En 1584, Nicaise Houssart, chantre de Philippe II, fut chargé de reconduire, en leur pays natal, six sopranistes de la chapelle royale de Madrid, avec prière de vouloir s'interposer pour leur admission immédiate a l'Université. C'étaient : Daniel Van Roy, Jehan Hamelin, Henri Bibau, Jelian Kevens, Jacques Sem et Pierre Vander Elst »
Philippe II prit contact avec Alexandre Farnèse, lui demandant, par une missive datée du 9 octobre 1584 de confier une mission supplémentaire à Nicaise Houssart : ramener douze enfants âgés de 7 à 12 ans maximum pour les faire entrer au service de la Chapelle en qualité de chantres. Il revint en octobre 1585 avec treize enfants dont Mathieu Rosmarin (Matheo Romero) qui sera le dernier Maître de chapelle issu des Pays-Bas espagnols (il exercera jusqu'en 1633 et sera remplacé par un espagnol).
Alexandre Pinchart mentionne qu'en 1587, Nicaise Houssart adressa un courrier à Jean Bastonnier, chanoine à Soignies, en vue d'en obtenir une prébende. Par lettre de Madrid, datée du 3 janvier 1592, Jean Sixte, prieur de l'Abbaye de Vicoigne sera nommé Abbé de son monastère pour peu qu'il accepte de s'acquitter, entre autres choses, d'une rente de 200 livres à l'adresse de Nicaise Houssart. Le 31 janvier 1592, Nicaise Houssart « obtenait par apostille une prébende de l'église collégiale de ladite ville ».
Nicaise Houssart mourut à une date inconnue. Par disposition testamentaire, il céda ses biens à Jean Carau et Antoine Hocquet.